# Réunion 2030-GERRI
 (décembre 2021).
 (mars 2021).
Réunion 2030-GERRI, souvent abrégé en GERRI, acronyme qui signifie Green Energy Revolution : Reunion Island, mais aussi Grenelle de l'Environnement à La Réunion : Réussir l'Innovation, est un programme de développement économique et social visant le développement durable de l'île de La Réunion, département d'outre-mer français dans le sud-ouest de l'océan Indien. Programme collaboratif porté par l'État français,et le conseil général de La Réunion, il a pour objectif de faire de ce territoire insulaire, à la suite du Grenelle de l'environnement qui s'est tenu à compter de 2007, un modèle en matière de production et de consommation d'énergie à l'horizon 2030.

L'initiative GERRI est apparue quelques années après la réussite du projet "2005, La Réunion Ile Bio", conduite par la Jeune Chambre Économique de la Réunion. Ce projet a débouché sur une remise de récompenses, les "Karambol d'Or" à une dizaine d'entreprises réunionnaises, lors d'une soirée télévisée en direct.